# هانتسپورت
هانتسپورت (به انگلیسی: Hantsport) یک شهرک در کانادا است که در هانس کانتی، نوا اسکوشیا واقع شده‌است.

## خصوصیات
هانتسپورت ۲٫۱۳ کیلومترمربع مساحت و ۱٬۱۵۹ نفر جمعیت دارد.